# Співчуття панові Помсті
«Співчуття панові Помсті» (кор. 복수는 나의 것) — південнокорейський кримінально-драматичний трилер режисера Пак Чхан Ука. Перша частина трилогії про помсту, котра складається також з фільмів «Олдбой» і «Співчуття пані Помсті».

## Сюжет
Глухонімий робітник сталеливарного заводу Рю шукає грошей на операцію для своєї хворої сестри, у якої захворювання нирок. Продавши свою нирку шахраям і втративши роботу на заводі, він зі своєю дівчиною вирішує викрасти доньку свого колишнього боса, щоб отримати викуп.

## У ролях
- Сон Кан Хо — Пак Донджин
- Сін Хагюн — Рю
- Пе Ду На — Чха Енмі
- Лім Джиюн — Сестра Рю
- Хан Бобе — Ю Сун
- Кім Седон — Шеф поліції
- Лі Дэен — Чхо

## Нагороди
- 2003 — Кінофестиваль Fant-Asia
  - Найкращий азійський фільм — Пак Чхан Ук
- 2003 — Кінофестиваль в Філадельфії
  - Приз журі за найкращий фільм — Пак Чхан Ук

## Цікаві факти
- Оригінальна корейська назва означає «Помста — моя» (복수는 나의 것), але для міжнародного прокату назва була змінена, щоб фільм не плутали з японської картиною з аналогічною назвою.
- Сценарій фільму були написано за 20 годин безперервної роботи.